# Hans Glauning (NS-Funktionär)
Hans Oskar Glauning (* 7. März 1906 in Plauen, Königreich Sachsen; † 7. Juni 1973 in Großgmain) war ein deutscher nationalsozialistischer Studentenführer und Rechtsanwalt.

## Leben
Nach dem Abitur studierte er seit dem Sommersemester 1925 an der Universität Marburg und der Universität Leipzig Jura und wurde 1925 Mitglied der Marburger Burschenschaft Germania, aus der er 1935 austrat. Nach Abschluss seines Studiums und der Ablegung beider juristischer Staatsexamina wurde er Rechtsanwalt, einen Beruf, den er bis zu seinem Tod 1973 ausübte.
Glauning trat zum 5. Oktober 1925 der NSDAP bei (Mitgliedsnummer 20.061). Zusammen mit Wilhelm Tempel, einem ebenfalls Jura studierenden Kommilitonen, gründete er 1926 den NSDStB (Nationalsozialistischer Deutscher Studentenbund), wobei Tempel Reichsgeschäftsführer und Glauning stellvertretender Reichsgeschäftsführer des NSDStB wurden. Tempel, der zum „linken“ Flügel der NSDAP um Gregor Strasser gehörte, vertrat die Ansicht, dass nur Werkstudenten, nicht aber Korporationsstudenten, Mitglied des NSDStB werden könnten, weil Korporierte aus dem Adel oder der Bourgeoisie stammten und daher keine Zielgruppe für Nationalsozialisten sein konnten. Dagegen wandte sich Glauning, der sich schließlich durchsetzte.
Nachdem der Streit über die Mitgliedschaft von Korporierten entschieden war, forderten Tempel und Glauning, die Zahl der jüdischen Studenten an deutschen Hochschulen durch einen Numerus clausus entsprechend dem Anteil der Juden an der Gesamtbevölkerung zu beschränken. Zunächst hatte der NSDStB in der Weimarer Republik nur wenige Gefolgsleute. So hatte die Marburger Ortsgruppe 1927 nur 9 Mitglieder, darunter 3 Korporierte. In der Folgezeit nahm die Zahl der Mitglieder jedoch stark zu. 1927 war Glauning Leiter der NSDStB-Hochschulgruppe Leipzig, im Wintersemester 1927/28 wurde er NSDStB-Reichsleiter-Stellvertreter. 1933 wurde er Mitglied der Schutzstaffel (SS-Nummer 36.144).
Nach der Machtergreifung der Nationalsozialisten 1933 wurde das Führerprinzip sowohl für jede einzelne Korporation, als auch für die Dachverbände der Korporationen eingeführt. Für die Deutsche Burschenschaft wurde von 1933–34 Otto Schwab Reichsführer. Diesen Posten übernahm 24. März 1934 Hans Glauning. Dieser schloss mit dem NSDStB am 5. Oktober 1935 das sogenannte „Plauener Abkommen“, wonach die Burschenschaften in die vom NSDStB gegründeten Kameradschaften überführt wurden. Daraufhin löste sich die Deutsche Burschenschaft am 18. Oktober 1935 formell auf der Wartburg auf.
Nachdem Glauning mit der Auflösung der Deutschen Burschenschaft amtlos geworden war, wurde er persönlicher Referent des Reichserziehungsministers Bernhard Rust und somit Reichsbeamter. 
Seit Dezember 1939 diente Glauning als Soldat in der Wehrmacht, zuletzt als Leutnant der Reserve. Im Januar 1943 geriet er bei Stalingrad in russische Kriegsgefangenschaft, aus der er erst 1955 entlassen wurde. In sowjetischer Kriegsgefangenschaft in Moskau verfasste er 1944 das Gedicht „In Marburg ein Student“, das 1956 von Ludwig Pieper mit einer Melodie versehen wurde und als Studentenlied Eingang in das Allgemeine Deutsche Kommersbuch fand. In aktuellen Ausgaben ist es jedoch nicht mehr enthalten. Nach dem Zweiten Weltkrieg wurde er nicht mehr im öffentlichen Dienst beschäftigt, sondern war als Rechtsanwalt tätig.